# 라그나리우스

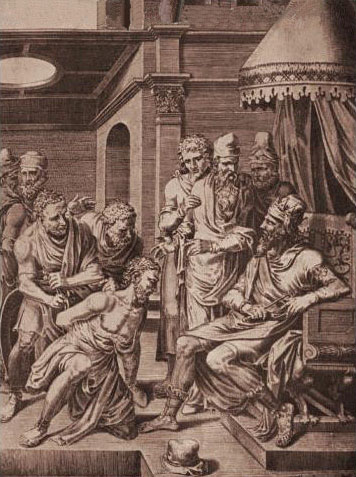

라그나카르(Ragnacar, Ragnacaire, 470년경 - 510년)는 프랑크 족의 부족장으로 메로빙거 왕조 출신으로 클로디온의 후손이며, 캉브레 프랑크 족의 왕이었다. 그러나 그는 510년 사촌인 잘리어 프랑크 족의 왕 클로비스 1세의 계략에 빠져 살해당한다.

## 같이 보기
- 클로비스 1세